# Golden Boy (filme)
Golden Boy (bra: Conflito de Duas Almas; prt: Paixão Mais Forte)) é um filme norte-americano de 1939, do gênero drama, dirigido por Rouben Mamoulian e estrelado por Barbara Stanwyck, Adolphe Menjou e William Holden.